# Doberaner Platz

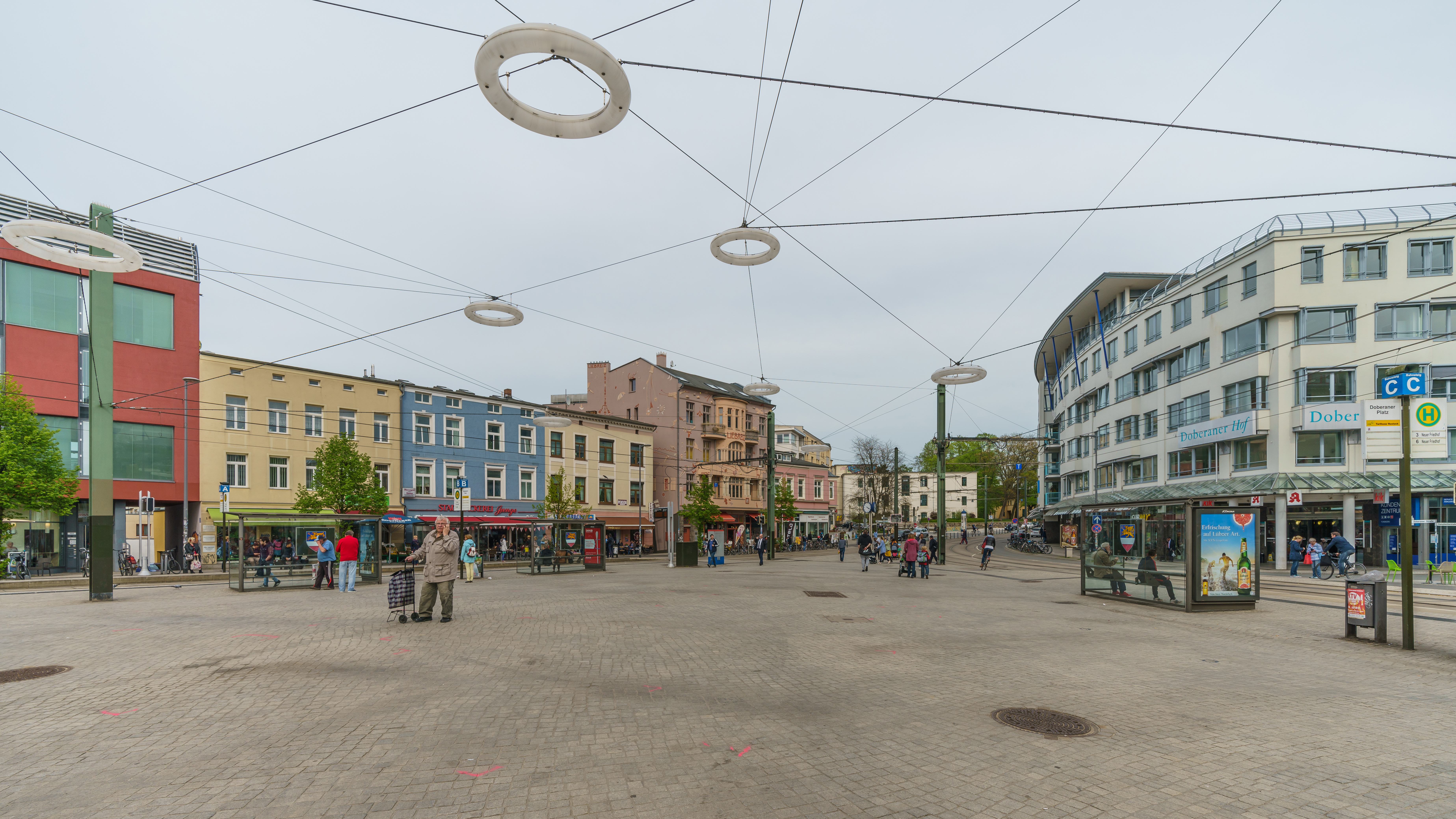
Doberaner Platz, 2018

Der Doberaner Platz ist ein dreieckiger Platz in der Hansestadt Rostock in Mecklenburg-Vorpommern. Er liegt westlich der historischen Altstadt an der Gabelung der ehemaligen Landstraßen nach Bad Doberan und Satow/Wismar. Der Platz entstand mit der Stadterweiterung in Folge der Industrialisierung Rostocks Mitte des 19. Jahrhunderts.
Der Platz zählt heute zum Szeneviertel Kröpeliner-Tor-Vorstadt (KTV) und ist Schnittstelle zur Stadtmitte. Gleichzeitig fungiert er als wichtiger Knoten für den öffentlichen Nahverkehr. Hier steigen täglich bis zu 15.000 Menschen ein, aus und um.
Als offizielle Adresse gibt es den Doberaner Platz nicht, die Häuser am Platz gehören zur Doberaner und zur Wismarschen Straße.

## Geschichte

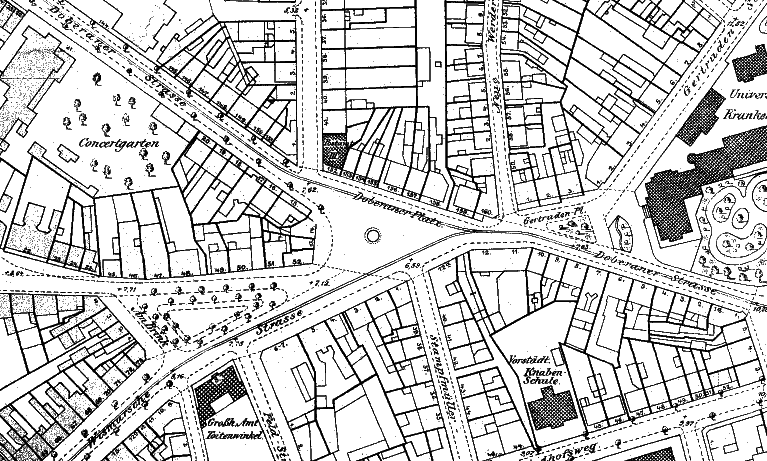
Umgebungsplan Doberaner Platz 1911

Nachdem sich vom Beginn des 19. Jahrhunderts bis 1870 die Einwohnerzahl Rostocks verdreifacht hatte, mussten Wohnungen für die Arbeiter der sich entwickelnden Industriebetriebe geschaffen werden. Hierzu  wurden Flächen westlich der historischen Altstadt erschlossen. In den hier existierenden Garten-, Park- und Ackerflächen entstanden so die ersten Straßenzüge, die sich noch an der gewachsenen Wegestruktur orientierten (heutige Wismarsche Straße, Bergstraße, Barnstorfer Weg). Der Doberaner Platz entwickelte sich bald zum Schnittpunkt mehrerer Straßen und zu einem Verkehrsknoten. Es entstanden Geschäfte, Lokale und kulturelle Einrichtungen.

## Revitalisierung 2005 bis 2006
Im Januar 2004 wurde von der Hansestadt Rostock ein Wettbewerb ausgelobt, der neben dem Doberaner Platz auch die Umgestaltung der Plätze Gertrudenplatz und Am Brink beinhaltete. Der gesamte, zuvor verkehrsumtobte Bereich wurde in eine verkehrsberuhigte Zone verwandelt.
Eine wesentliche Voraussetzung wurde mit der Umgestaltung des Hauptverkehrsnetzes geschaffen. Durch den Bau der Verbindungsstraße zwischen Schröderplatz und Warnowufer, direkt östlich des Doberaner Platzes, wurde der Platz für den Individualverkehr gesperrt. Damit waren die Verkehrsflächen frei für eine umfassende gestalterische und funktionale Aufwertung.
Der Bereich „Am Brink“ wurde mit Spielanlagen und Straßengastronomie als moderner Gartenplatz gestaltet. Als klassischer Quartiersplatz bildet er einen ruhigen Gegenpol zum Doberaner Platz. Dem „Doberaner Platz“ wurde die Funktion des quartierbezogenen Hauptplatzes zugeordnet und demgemäß als Markt-, Kommunikations- und Festplatz flexibel und nutzungsoffen strukturiert. Den gestalterischen Höhepunkt des Platzes bildet ein frei schwebendes Seilnetz mit besonders gestalteten Leuchtenringen. Sie geben dem Platz sein unverwechselbares Gesicht. Der durch  die Straßenaufweitung zweigeteilte „Gertrudenplatz“ wurde als Vorplatz durch die ihn jeweils teilräumlich charakterisierenden Gebäude in seiner Bedeutung aufgewertet. Die Platzierung von Neupflanzungen stellen den Platz wieder in einen Zusammenhang mit der denkmalgeschützten Anlage der Gertrudenklinik.